# DN Orionis
DN Orionis är en dubbelstjärna belägen i den norra delen av stjärnbilden Orion. Den har en högsta skenbar magnitud av ca 9,18 och kräver ett mindre teleskop för att kunna observeras. Baserat på parallax enligt Gaia Data Release 2 på ca 1,91 mas, beräknas den befinna sig på ett avstånd på ca 1 710 ljusår (520 parsek) från solen. Den rör sig bort från solen med en heliocentrisk radialhastighet på ca 5 km/s.

## Egenskaper
Primärstjärnan i DN Orionis A är en vit till blå stjärna i huvudserien av spektralklass A0. Den har en massa som är lika med ca 2,8 solmassor, en radie som är ca 2,4 solradier och utsänder energi från dess fotosfär motsvarande ca 50 gånger solen vid en effektiv temperatur av ca 7 050 K.

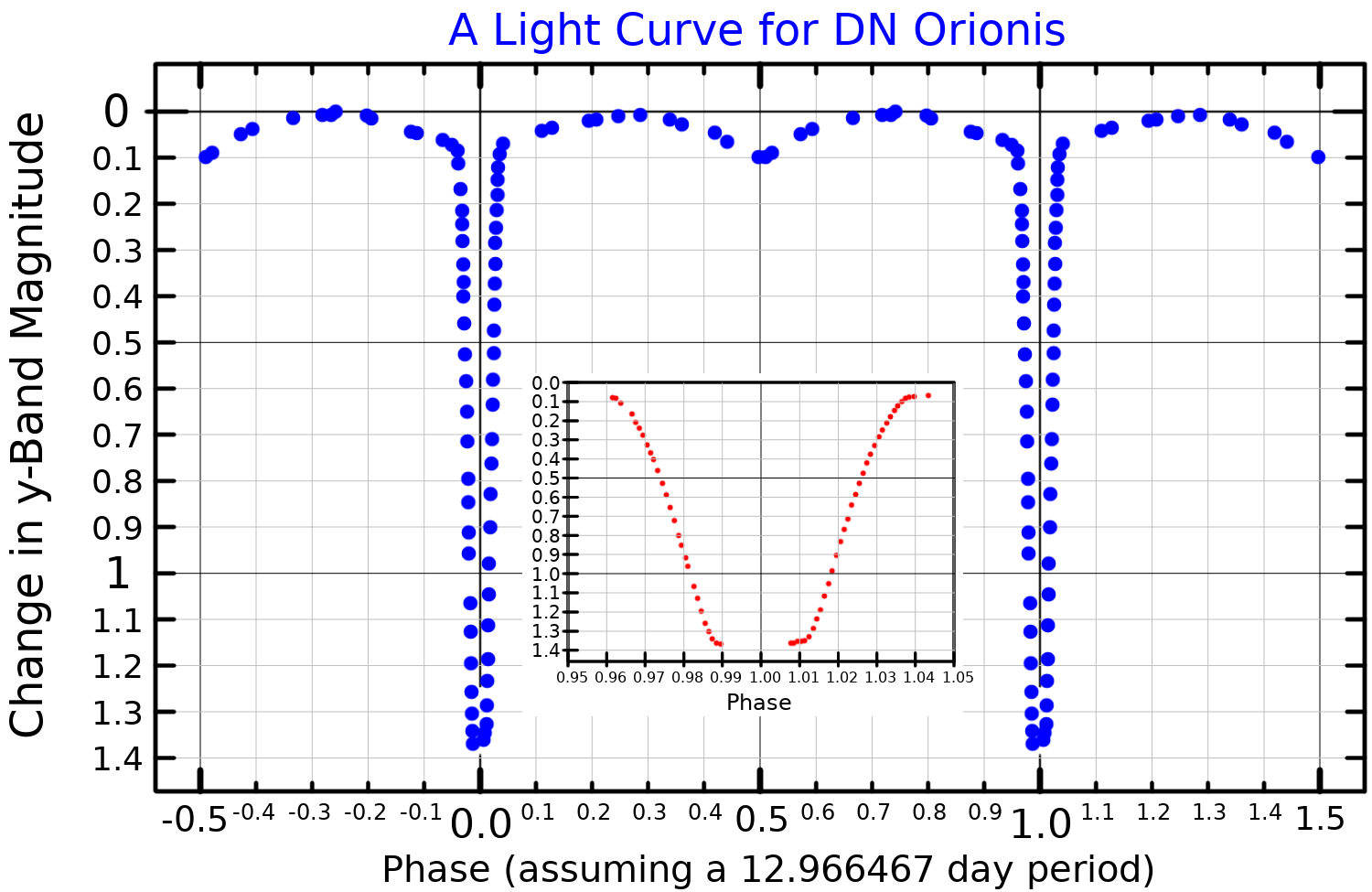
Ljuskurva för DN Orionis. Huvuddiagrammet visar variationen över en hel omloppsperiod, och det infällda diagrammet visar tiden nära maximal förmörkelse, anpassad från Etzel och Olson (1995)

DN Orionis är en Algolvariabel med följeslagaren, DN orionis B, som är en utvecklad jättestjärna av spektraltyp G5 III. Den har en massa som är lika med ca 0,34 solmassa, en radie som är ca 6,7 solradier och utsänder energi från dess fotosfär motsvarande ca 25 gånger solen Paret bildar ett klassiskt system av Algoltyp där varje stjärna förmörkar den andra en gång per omlopp, vilket sänker den visuella magnituden från 9,14 ner till 9,62 vid primärstjärnans minimum och 9,25 vid följeslagarens minimum. Deras omloppsperiod är nära 13 dygn.
Detta är ett något fristående system där följeslagaren nästan är i kontakt med dess Roche-gräns, medan primärstjärnan har en ackretionsskiva som skapar emissionslinjer i dess spektrum.  Paret har ett ovanligt lågt massförhållande och följeslagaren verkar ha mycket låg massa och vara överlysande. Massa strömmar från den utvidgade atmosfären hos den kallare följeslagaren till den varmare primärstjärnan. En evolutionär historik för systemet tyder på att den nuvarande följeslagaren en gång var primärstjärnan, men har sedan dess överfört det mesta av sin massa till partnern när den utvecklades bort från huvudserien.